# Lasioglossum tenue
Lasioglossum tenue är en biart som först beskrevs av Ellis 1913.  Lasioglossum tenue ingår i släktet smalbin, och familjen vägbin. Inga underarter finns listade i Catalogue of Life.